# Peter Peters (Landrat)
Peter Joseph Peters (* 25. Februar 1876 in Fressenhof (Ochtendung); † 28. Februar 1922) war ein preußischer Landrat des Kreises Mayen (1909/18).

## Leben
Peter Peters war ein Sohn des Gutsbesitzers Jakob Peters in Fressenhof († 14. Mai 1913 ebenda) und dessen Ehefrau Anna Maria Peters, geb. Kraft. Nach dem Besuch eines Gymnasiums in Trier studierte Peters von 1896 bis 1899 in München, Berlin, Leipzig und Bonn Rechtswissenschaften. Nach seiner Ernennung zum Gerichtsreferendar am 7. Juli 1899, wechselte er unter Ernennung zum Regierungsreferendar (24. August 1902) in den Dienst der Preußischen Innenverwaltung und fand dort zunächst Einsatz bei den Regierungen Aachen bzw. Stralsund. Mit Ablegung des Zweiten Staatsexamens am 13. November 1905 zum Regierungsassessor (mit Dienstalter vom 14. Oktober 1904) ernannt, war er ab dem 21. Oktober 1905 als Hilfsarbeiter beim Landratsamt in Glatz tätig. Ab dem 1. Oktober 1907 war er bei der Regierung Schleswig beschäftigt, wechselte er am 16. Juli 1909 und zunächst kommissarisch eingesetzt als Landrat nach Mayen. Die definitive Einsetzung folgte am 24. Januar 1910. Nach einer Teilnahme von August 1914 bis Februar 1915 am Ersten Weltkrieg wurde der unverheiratet gebliebene Peters zum 14. Dezember 1918 aus gesundheitlichen Gründen in den einstweiligen Ruhestand versetzt. Nach seinem Tod im Jahr 1922 wurde er in Ochtendung beigesetzt.

## Mitgliedschaften
- 1909: Vorsitzender des Eifelvereins[3]